# فرنسيسكو باريرا
فرنسيسكو باريرا (بالإسبانية: Francisco Barrera)‏ هو رسام إسباني، ولد في 1595 في مدريد في إسبانيا، وتوفي بنفس المكان في 1658.